# Pòssum ratllat comú
El pòssum ratllat comú (Dactylopsila trivirgata) és un membre de la família dels petàurids, un grup de marsupials. Viu a Austràlia i l'illa de Nova Guinea, així com a diverses illes petites de la regió. Destaca per la seva coloració distintiva. Aquest animal és negre, amb tres ratlles blanques que van del cap a la cua i amb un ventre i unes potes blancs. És similar al petaure del sucre, amb el qual està relacionat.